# Moja najzlatejšia lýra/Jdi a otevři dveře
„Moja najzlatejšia lýra/Jdi a otevři dveře“ je splitový singl rockových skupiny Progres-Pokrok a OK Band vydaný v roce 1989 (viz 1989 v hudbě).
Na A straně singlu je umístěna slovensky zpívaná píseň „Moja najzlatejšia lýra“ od brněnské kapely Progres-Pokrok, která vznikla transformací skupiny Progres 2. Na B straně malé desky se nachází skladba od pražského OK Bandu „Jdi a otevři dveře“ s textem od básníka Miroslava Holuba.
V případě Progres-Pokrok se jedná o první nahrávku skupiny pod tímto názvem a s vyměněným obsazením (poté vydali ještě LP Otrava krve). U OK Bandu jde naopak o jednu z posledních nahrávek prvního období existence, neboť se na přelomu let 1989 a 1990 rozpadl (obnoven byl následně v roce 1999).

## Seznam skladeb
1. „Moja najzlatejšia lýra“ (Nytra/Nytra, Dvořáčková) – 4:10
2. „Jdi a otevři dveře“ (Kočandrle/Holub) – 3:14

## Obsazení
- Progres-Pokrok (1)
  - Pavla Dvořáčková – zpěv
  - Mirek Sova – elektrická kytara, vokály
  - Dalibor Dunovský – baskytara
  - Milan Nytra – klávesy, vokály
  - Zdeněk Kluka – bicí, vokály
- OK Band (2)